# Réserve marine d'Ambodivahibe
La réserve marine d’Ambodivahibe-Antsiranana est une aire marine protégée de la partie extrême Nord-Est de Madagascar dans le district d'Antsiranana II, région Diana.
Elle fait partie du complexe d'orangea(oranjia) et d'Ambohitr'Antsingy-la Montagne des français. Un complexe qui a comme objectif d'assurer une stratégie de promotion de l'ecotourisme et l'utilisation durable des ressources (Présentation du complexe Ramena, CI, 2009).
Elle se situe à environ trente kilomètres au sud-est de la ville d'Antsiranana et a une superficie de 39 794 hectares répartie en deux zones : terrestre et marine. Cette zone est remarquable par sa diversité, elle est protégée du réchauffement des eaux dont souffrent les autres massifs coralliens de la région par une remontée d'eau,.

## Écosystèmes
Ambodivahibe est un plateau continental étroit et escarpé composé des baies étroites et profondes avec des canyons.
Il est spécifié par les récifs coralliens, les mangroves, les zones d'herbiers, la plage, les côtes rocheuses et les îlots.

### Faune et flore
La plupart de la faune qui existe à Ambodivahibe sont des espèces adaptées à une forte salinité. On y trouve des tortues marines, les sternes, la chauve-souris, les crustacés, les poissons recifaux, les mollusques et les echinodermes.
La réserve spéciale d'Ambodivahibe abrite 33 espèces d'oiseaux, 2 espèces de reptiles,1 espèce de chauve-souris, 1 espèce de requin. 5 espèces de Raies, 271 espèces de poissons, 84 espèces de coraux te éponges, 54 espèces de mollusques, 11 espèces de crabes, 91 espèces d'algues marine, 10 herbiers.

## Culturelle
A Ambodivahibe la culture Sakalava Anjoaty s' adapte harmonieusement à ce trésor naturel, cadrant dans une règle de vie saine et prospère se résumant aux activités de pêche et de l'élevage bovin parsemé d'évènement socio-culturel plutôt familial.